# Otterlo
Otterlo är en by i provinsen Gelderland i Nederländerna. Otterlo var en egen kommun fram till 1818 då den uppgick i Ede kommun.
Otterlo är belägen mellan Apeldoorn och Arnhem, 70 km öster om Amsterdam. Öster om byn ligger Hoge Veluwes nationalpark (Nationaal Park De Hoge Veluwe).
Den huvudsakligen romanska Hervormde kerk ("Den reformerta kyrkan") uppfördes på 1200-talet. Den byggdes om på 1500-talet då också kyrktornet tillkom.  Kröller-Müller Museum, namngiven efter Helene Kröller-Müller, är belägen i byns utkant. Museet har världens näst största samling av verk av Vincent van Gogh. 